# Thelypteris arborea
Thelypteris arborea là một loài thực vật có mạch trong họ Thelypteridaceae. Loài này được (Brause) A.R. Sm. miêu tả khoa học đầu tiên năm 1984.